# Tüskésmellű bülbül
A tüskésmellű bülbül (Ixos malaccensis) a verébalakúak (Passeriformes) rendjébe, ezen belül a bülbülfélék (Pycnonotidae) családjába tartozó faj.

## Rendszerezése
A fajt Edward Blyth angol zoológus írta le 1845-ben, a Hypsipetes nembe Hypsipetes malaccensis néven.

## Előfordulása
Délkelet-Ázsiában, Brunei, Indonézia, Malajzia, Mianmar, Szingapúr és Thaiföld területén honos.
Természetes élőhelyei a szubtrópusi vagy trópusi síkvidéki esőerdők és mocsári erdők. Állandó, nem vonuló faj.

## Megjelenése
Testhossza 23 centiméter, testtömege 36-41 gramm.

## Életmódja
Gyümölcsökkel és rovarokkal táplálkozik.

## Szaporodása
Áprilistól júliusig költ.

## Természetvédelmi helyzete
Az elterjedési területe rendkívül nagy, egyedszáma viszont csökken. A Természetvédelmi Világszövetség Vörös listáján mérsékelten fenyegetett fajként szerepel.